# Cristina Martínez (ciclista)
Cristina Martínez Bonafé (Torrente, 2 de enero de 1996) es una ciclista española. Debutó como profesional en 2015 con el Lointek tras destacar en el calendario nacional juvenil en 2014.

## Trayectoria deportiva
Comenzó a cosechar buenos resultados en 2012 al ser segunda en el Campeonato de España en Ruta cadete.
Un año después comenzó a destacar en la categoría juvenil nacional hasta que en el 2014 fue la gran dominadora de dicho calendario ganando 5 carreras juveniles, el Campeonato de España en Ruta juvenil y obteniendo el 2.º puesto en el Campeonato de España Contrarreloj juvenil. Ganó la Copa de España de Ciclismo de categoría juvenil al quedar entre las 4 primeras en las 6 pruebas puntuables -2 victorias entre ellas-.
Ello supuso, como suele ser habitual con las grandes dominadoras del calendario nacional en categorías inferiores, que lograse debutar como profesional en un equipo español, en este caso con el Lointek. Su dedut como profesional no pudo ser más satisfactorio al lograr, con 19 años, dos top-20 en pruebas internacionales francesas (La Classique Morbihan y el Gran Premio de Plumelec-Morbihan Femenino) y poco después al ganar la clasificación de la mejor joven sub-21 de la Emakumeen Euskal Bira al quedar 23.ª a partir de ese momento ha sido una de las habituales en las convocatorias de la selección española absoluta.
A finales de 2017 poco después de anunciarse que Cristina no estaba en los planes del heredero de la estructura del Lointek, dio la sorpresa haciéndose con el Campeonato de España en Pista de Puntuación.

## Palmarés
2017
- Campeonato de España Puntuación

## Resultados en Grandes Vueltas y Campeonatos del Mundo
Durante su carrera deportiva ha conseguido los siguientes puestos en las Grandes Vueltas femeninas, en los Campeonatos del Mundo en carretera:
| Carrera         | Carrera         | 2015 | 2016 | 2017 | 2018 | 2019 | 2020 | 2021 |
| --------------- | --------------- | ---- | ---- | ---- | ---- | ---- | ---- | ---- |
|                 | Giro de Italia  | —    | —    | —    | 52.ª | 57.ª | —    | —    |
|                 | Tour de l'Aude  | X    | X    | X    | X    | X    | X    | X    |
|                 | Grande Boucle   | X    | X    | X    | X    | X    | X    | X    |
| Mundial en Ruta | Mundial en Ruta | —    | —    | —    | Ab.  | —    | —    | —    |

—: no participa
Ab.: abandono

X: ediciones no celebradas

## Equipos
- Lointek (2015-2017)
  - Lointek Team (2015)
  - Lointek (2016-2017)
- Bizkaia Durango (2018-2019)
  - Bizkaia Durango-Euskadi Murias (2018)
  - Bizkaia Durango (2019)
- Casa Dorada[7] (01.2020-06.2020)
- Bizkaia-Durango[8] (06.2020-12.2020)
- Aromitalia-Basso Bikes-Vaiano (2021)